# Haus Herbig

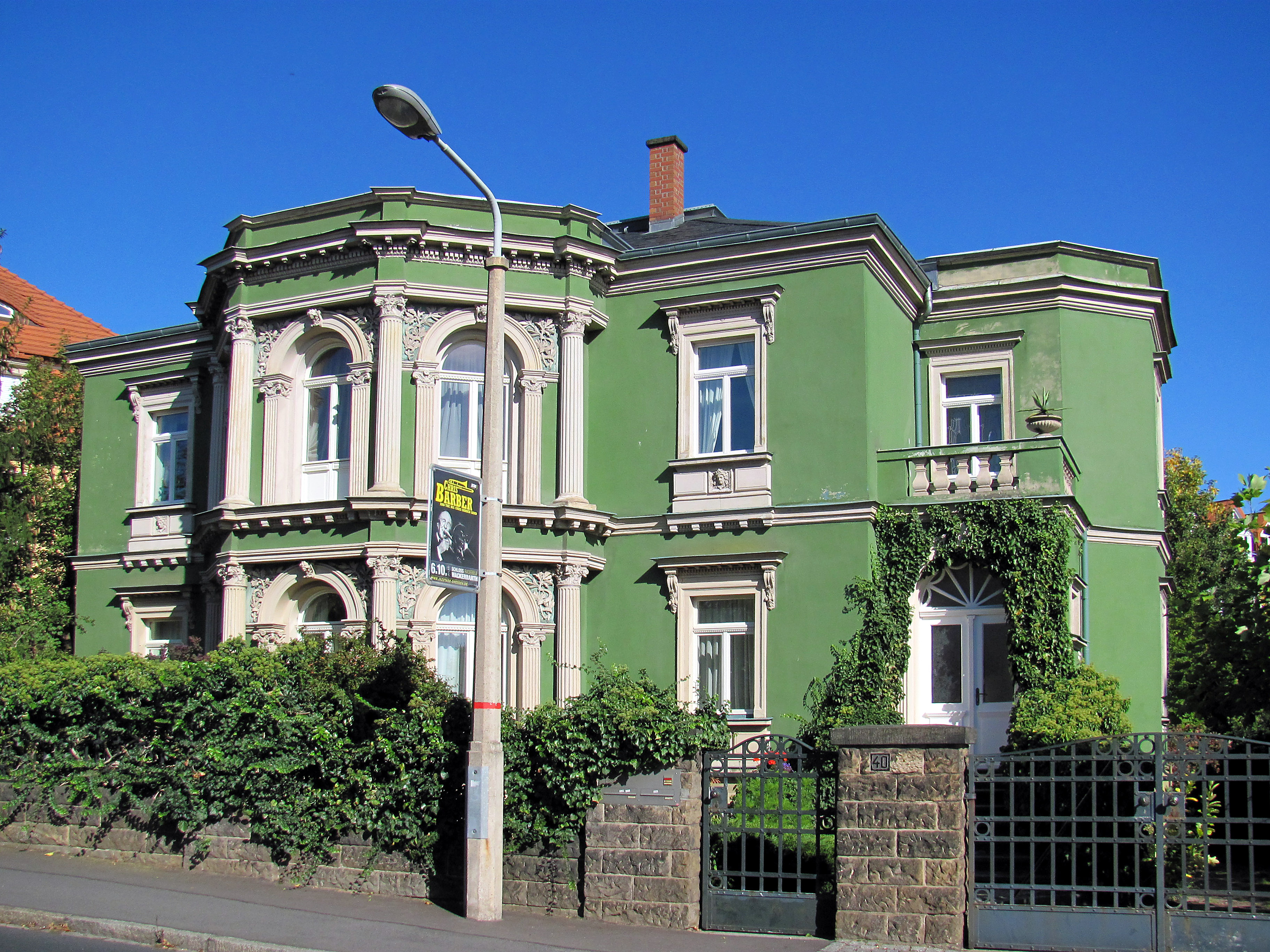
Haus Herbig

Haus Herbig steht im Stadtteil Niederlößnitz der sächsischen Stadt Radebeul, in der Moritzburger Straße 40. Das Gebäude ist nach dem Kaufmann Bruno Herbig benannt, der es 1931 besaß. Es wird im Handbuch der deutschen Kunstdenkmäler wie die Villa Dorothee, Haus Gotendorf oder Karl Mays Villa Shatterhand als italianisierende Renaissance stilisiert. Das Gebäude stand bereits zu DDR-Zeiten unter Denkmalschutz.

## Beschreibung
Die denkmalgeschützte Villa ist ein zweigeschossiges Wohnhaus auf einem Sockel und mit einem flachen, abgeplatteten Walmdach. In der symmetrischen fünfachsigen Straßenansicht steht über die gesamte Höhe ein dreiachsiger, polygonaler Mittelrisalit mit Rundbogenfenstern und -fenstertüren, obenauf eine Attika. Dieser Vorbau ist „ungewöhnlich aufwendig“ geschmückt, da das gekröpfte Gebälk von Säulen mit Kompositkapitellen gestützt wird, die sich in den Feldern befindlichen Rundbogenfenster durch kannelierte Pilaster eingefasst werden und die sich oberhalb der Rundbogen ergebenden Zwickel durch Blattwerkreliefs verziert sind. Die Rechteckfenster der beiden Außenachsen dieser Ansicht werden durch Sandsteingewände eingefasst, darunter ebensolche Brüstungsspiegel, darüber horizontale Verdachungen auf Konsolen.
In der rechten Seitenansicht steht vor einem polygonalen, zweigeschossigen Treppenhausvorbau mit Attika ein Altan, darin zur Straße hin oberhalb einer Freitreppe ein Rundbogenportal als Eingangstür. Der glatt verputzte Bau wird durch Gesimse gegliedert.
Die Einfriedung ist eine Sandsteinmauer, darin befinden sich aus der Zeit um 1910 schmiedeeiserne Gitter als Tor und Einfahrt.

## Geschichte
Im März 1874 reichte der Baumeister Friedrich Rößler einen Bauantrag für ein Wohnhaus auf eigener Parzelle ein. Nach dessen Genehmigung und Bau des Hauses erfolgte die Baurevision im März 1876 bereits für einen neuen Eigentümer. Ebenfalls im Jahr 1876 ließ dieser ein Nebengebäude durch den Baumeister Moritz Große errichten.
Rößler variierte einen seinerzeit bekannten Dresdner Villentyp, der ähnlich, jedoch etwas vereinfacht, auch von Moritz Große bei seiner Villa in der Käthe-Kollwitz-Straße 13 verwendet und von Adolf Neumann in der Karlstraße 11 errichtet wurde. Vermutlich stammte dieser aus der Semper-Nicolai-Schule, da der ähnliche Entwurf des Architekten Carl Käfer für die Villa in der Hauptstraße 53 genau als daher stammend dokumentiert ist.
Der Baumeister Rößler hinterließ in der Nähe die Werke Haus Steineck-Erweiterung und die Villa in der Blumenstraße 5.